# Milin (Grande-Pologne)
Pour les articles homonymes, voir Milin.
Milin est une localité polonaise de la gmina rurale de Kramsk, située dans le powiat de Konin en voïvodie de Grande-Pologne. Elle se situe à environ 12 kilomètres au nord-est de la ville de Konin et 104 kilomètres à l'est de Poznań, la capitale régionale. 

## Géographie

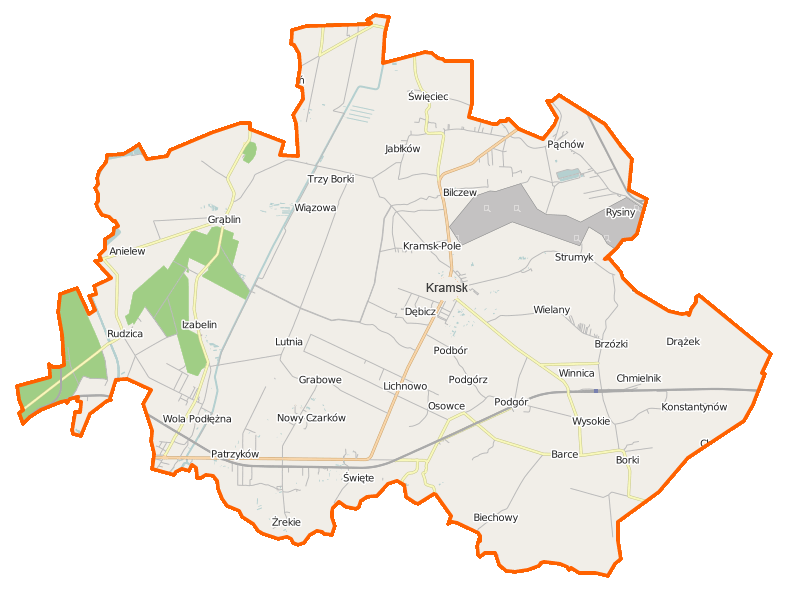
Carte de la gmina de Kramsk.